# 목정맥구멍속돌기
목정맥구멍속돌기(intrajugular process), 또는 경정맥공내돌기는 뒤통수뼈의 목정맥구멍패임 중간에서 나오는 작고 뾰족한 돌기이다. 목정맥구멍을 가쪽 부분과 안쪽 부분으로 나눈다.